# معركة تشيفيتاتي

خطة معركة تشيفيتاتي. النورمان باللون الأحمر والتحالف البابوي بالأزرق.

دارت معركة تشيفيتاتي (المعروفة أيضًا باسم معركة تشيفيتيلا ديل فورتوري) في 18 يونيو 1053 في جنوب إيطاليا بين النورمان بقيادة الكونت همفري هوتفيل من بوليا والجيش الإيطالي اللومباردي الشوابي الذي نظمته البابا ليو التاسع وقاده جيرار دوق لورين ورودولف أمير بينيفينتو. وضع انتصار النورمان على جيش التحالف بداية صراع انتهى بالاعتراف بسيطرة النورمان على جنوب إيطاليا.